# Molgula undulata
Molgula undulata is een zakpijpensoort uit de familie van de Molgulidae. De wetenschappelijke naam van de soort is voor het eerst geldig gepubliceerd in 1949 door Tokioka.